# آخوند خراسانی
محمدکاظم خراسانی (۱۲۱۸ تا ۲۰ آذر ۱۲۹۰ ه‍.خ) مشهور به آخوند خراسانی و صاحب کِفایه، فقیه، اصولی، سیاست‌مدار و مرجع تقلید شیعه دوازده‌امامی ایرانی عصر خود بود. وی پس از درگذشت میرزای شیرازی در سال ۱۲۷۳ شمسی،  مرجعیت عامه شیعه را عهده‌دار شد.
آخوند خراسانی در کنار شیخ عبدالله مازندرانی و میرزا حسین خلیلی تهرانی سه مرجع تقلید حامی مشروطیت در ایران بودند. این سه تن را به مراجع ثلاث می‌شناسند.

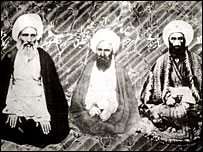
از راست به چپ: شیخ عبدالله مازندرانی، میرزا حسین خلیلی تهرانی و آخوند خراسانی

## تولد و تحصیلات
محمدکاظم در سال ۱۲۵۵ ه‍.ق در شهر مشهد متولد شد. پدرش ملا حسین (غلام نبی) هروی زادهٔ شهر هرات و از هزاره‌های ورزگان (ارزگان شهری در افغانستان) بود که به مشهد مهاجرت کرد. وی در مشهد علوم مقدماتی و سطوح را فرا گرفت. سپس در بیست‌ودوسالگی به سال ۱۲۷۷ ه‍.ق در سبزوار مدتی کوتاه از حاج ملا هادی سبزواری فلسفهٔ اسلامی آموخت. سپس در همان سال، به تهران رفت و نزد ملا حسین خویی این تحصیلات را ادامه داد. سپس عازم نجف شد و دو سال و نیم پیش از مرگ شیخ مرتضی انصاری شوشتری به آنجا رسید و از درس او بهره برد. پس از آن نزد میرزای شیرازی به آموختن فقه و اصول پرداخت. در هجرت میرزای شیرازی به سامرا آخوند او را همراهی نکرد و در نجف ماند؛ اما با حمایتی که از او دریافت می‌کرد توانست استادی خود را در فقه و اصول به اثبات رساند.

## فعالیت‌های سیاسی
اولین فعالیت سیاسی آخوند خراسانی مربوط به فعالیت‌های ضدحکومتی وی در برابر دو وام روسیه به مظفرالدین‌شاه قاجار است. او با بریتانیا و روسیه، به یک اندازه مخالفت می‌ورزید.

### آیات ثلاث نجف و مشروطه‌خواهی
آخوند خراسانی به همراه شیخ عبدالله مازندرانی (۱۲۵۶–۱۳۳۰ه‍.ق) و میرزا حسین خلیلی تهرانی (۱۲۳۰–۱۳۲۶ه‍.ق) سه مرجع امضاءکننده مشروطه بودند که به آیات ثلاث نجف و مراجع ثلاثهٔ مشروطه‌خواه مشهور شده‌اند. در بین اینان، تهرانی خلیلی زودتر از همه درگذشت و سپس خراسانی و سرانجام مازندرانی وفات یافت؛ ولی بیشترین تأثیر در سیاست مشروطیت از جانب مراجع تقلید را آخوند خراسانی دارا بود. این سه تن -چنان‌که از تلگراف‌هایشان هویداست- تا پایان زندگانی به مشروطیت وفادار ماندند. آخوند خراسانی در جریان مشروطیت تلگراف‌ها و پیام‌هایی از نجف به ایران می‌فرستاد و در آن‌ها مردم را به مبارزه ترغیب می‌کرد. خراسانی به همراه دو مرجع دیگر در زمان استبداد صغیر شاه ایران را تکفیر و از سلطنت خلع کردند. وی هم چنین در مشروطیت دوم (شکست دادن و برکناری محمدعلی شاه) نیز دارای فعالیت سیاسی فراوان بود. رضاشاه در توجیه کار خود برای درافتادن با روحانیت و خلع لباس آن‌ها، در مورد آخوند خراسانی و مشروطیت‌طلبی وی می‌گوید: «او عمامهٔ طلبه‌ها را برداشت.» البته این قضیه با این پیش‌فرض صحیح است که بگوییم مشروطه توسط انگلیس و برای ضربه زدن به دیانت مردم ایران ایجاد شده‌است، در حالی که اسناد و مدارک فراوانی ضد این موضوع شهادت داده و نشان می‌دهد مشروطیت یک نهضت ایرانی و با دخالت علما، روشن‌فکران و مردم بوده‌است و انگلیس بعد از روشن شدن آتش انقلاب، خود را مشروطه‌خواه جلوه داد. بعدها نیز به مانند قرارداد ۱۹۰۷ به ضدیت با دولت مشروطه دست زد.
آخوند خراسانی بر این باور بود که مشروطیت بهترین حالت ممکن برای ادارهٔ حکومت در غیاب امام است. وی انقلاب مشروطیت را نوعی جهاد می‌دانست که می‌بایست همهٔ مسلمانان در آن شرکت کنند.

## دیدگاه‌ها
آخوند خراسانی معتقد بود که علما می‌توانند به عنوان صداهای هشداردهندهٔ جامعه باشند و از مسئولان به‌دلیل درست انجام ندادن وظایفشان انتقاد کنند. او نقش علما را مانند «نمکِ زمین» توصیف می‌کرد به این معنا که آن‌ها مانع بروز فساد قدرت می‌شوند و می‌بایست در برابر بی‌عدالتی مبارزه کنند و در برابر خودکامگی بایستند.
آخوند خراسانی از لحاظ لزوم پرداختن به اندیشه‌های نوین و افکار جدید دانشمندی پیشرو در میان روحانیان به‌شمار می‌رود. وی تأکید داشت که برای جبران عقب‌ماندگی ممالک اسلامی باید علوم نوین و فنون جدید رواج یابد و نهادهای لازم تمدنی ایجاد شود. شیوه‌های فراگیری دانش توسط کودکان را در مکاتب و مدارس اصلاح نمود و انواع مورد نیاز زبان خارجه فراگرفته شود. وی در زمینهٔ اقتصاد نیز بر اقتصاد داخلی و تقویت آن اهمیت می‌داد و شرکت اسلامیه را با شدت تمام تأیید نمود. به علاوه از دید خراسانی، کشور نباید حالت بسته داشته باشد و افکار گوناگون باید مطرح شوند. وی همچنین می‌گفت که در قبال مراودات متقابل سیاسی-اجتماعی بین کشورهای مختلف روابط دوستانه برقرار گردد. او برای دفع مشکلات ایران با امپراتور روس نامه‌نگاری داشت و حتی در زمانی برای دفاع از حق مظلومان استبدادزدهٔ ایران شکایتی به دادگاه لاهه هلند ارسال می‌دارد. در رابطه با اتحاد مذاهب نیز، می‌توان وی را در جهاتی حتی برتر از سید جمال‌الدین اسدآبادی برشمرد. پاره‌ای از اقدامات وی در این زمینه را جرجی زیدان مسیحی در مجلهٔ الهلال آورده‌است.

### اقتصادی
آخوند خراسانی و ملا عبدالله مازندرانی در سال ۱۳۲۹ ه‍.ق اعلامیه‌ای با مضمون مفاهیم اقتصادی صادر کردند. در این اعلامیه که علیه استفاده از کالاهای خارجی صادر شده‌است، هدف از این اقدام را جلوگیری از خروج ثروت مملکت و منابع داخلی بیان کرده‌اند.

### آموزشی
وی معتقد به بازنگری در زمینهٔ سخت‌افزارها و ساختار نهادهای آموزشی و بهره بردن از تحولات ساختاری و محتوایی آموزشی در غرب و شرق بود. در این زمینه، از تأسیس مدرسه‌های نوین در ایران حمایت می‌کرد و خود نیز در نجف و بغداد به تأسیس مدرسه با سبک آموزشی نوین دست زد.

### سیاسی
آخوند خراسانی مخالف نظام استبدادی حاکم بر ایران بود و در نوشته‌های خویش به بیان آسیب‌های استبداد در جامعه پرداخته است. فعالیت‌های وی در راستای تحقق نظام مشروطه بیش از همه ناظر به نفی استبداد داخلی و طرد استعمار خارجی بوده است.

### کرامت انسانی
بر اساس دیدگاه سید مصطفی محقق‌داماد، آخوند خراسانی با استناد به اندیشه‌های مکتوب و دیدگاه‌های عملی‌اش معتقد به اصل کرامت انسانی در رویکرد برخورد با انسان بوده و این در منظومه اجتهادی وی مشهود است.

## ارتباط با مشاهیر علمی و سیاسی
آخوند خراسانی ضمن نامه‌نگاری‌های متعددی که با نهادهای سیاسی و فرمانروایان روزگار خود از جمله دادگاه لاهه]، حاکم ماوراءالنهر (بخارا)، مظفرالدین شاه، محمدعلی شاه، سلطان عبدالحمید، امپراتور روس، شیخ الاسلام عثمانی و… داشته، با اندیشمندان و سیاستمداران و نویسندگانی چون اوژن اوبن (سفیر فرانسه در ایران)، جرجی زیدان، ادوارد براون و… نیز نشست حضوری یا نامه نگاری داشته‌است.

## حواشی
یکی از مهم‌ترین آثار منسوب به آخوند خراسانی که منعکس‌کننده دیدگاه‌های سیاسی اوست گفتگوی آخوند با میرزای نائینی پیرامون حکومت دینی می‌باشد. در صحت این اثر تشکیک وجود دارد. اکبر ثبوت معتقد است این گفتگو روی‌داده‌است ولی برخی دیگر چون عبدالکریم موسوی اردبیلی، سید علی سیستانی، ذبیح‌الله نعیمیان، محمدعلی نجفی کرمانشاهی، محمدصادق مزینانی و غیره آن را جعلی می‌دانند.. 
کتاب اکبر ثبوت اجازه انتشار نیافت اما به صورت غیر رسمی و الکترونیک نسخه های زیادی از آن منتشر شده و در آغاز این نسخه ها، نوشته ها و نامه های متعددی از بزرگان علمی و دینی در تایید انتساب مطالب کتاب به آخوند خراسانی آمده از جمله نوشته های آیت الله محمد علی گرامی از مراجع بزرگ معاصر و محمد رضا حکیمی و آیت الله عزیزالله عطاردی و آیت الله مرتضی تهرانی. محمد رضا حکیمی در کتاب مرزبان توحید و در مقاله خود درباره کفایه نیز بارها انتساب انتقادات مزبور به آخوند خراسانی را تایید کرده اند. همچنین آیت الله عبدالرضا کفایی نواده آخوند خراسانی در یک مقاله مبسوط و یک مصاحبه مفصل با محسن دریابیگی که در کتاب محسن دریابیگی چاپ شده (چاپ اول ۱۳۸۶ و دوم ۱۳۸۷) خلاصه ای از ایرادات آخوند خراسانی به حکومت اسلامی را آورده است. محسن دریابیگی در این کتاب گزیده هایی از گفتگوی آخوند با میرزای نائینی پیرامون حکومت دینی را آورده است. همچنین آیت الله کفایی پس از مطالعه کتاب اکبر ثبوت (دیدگاه های آخوند خراسانی) در ضمن نامه مفصلی تصریح کرده اند که تمام آن چه در این کتاب درباره آرای سیاسی و اجتماعی آخوند خراسانی آمده، با اطلاعات خانوادگی ایشان که از طریق پدرشان آیت الله العظمی میرزا احمد کفایی به ایشان رسیده تطبیق می کند و بالاخره اینکه عده ای معتقدند حتی اگر این گفتگو (مابین نایینی و آخوند خراسانی) انجام هم نشده باشد باز هم نقطه نظرات بسیار جالب توجه و مهمی مطرح گردیده‌است که اینک در عصر حاضر و پس از تشکیل حکومت اسلامی در ایران اکثر نظرات مطرح در آن گفتگو ظهور یافته‌است.

## استادان
- حاج ملا هادی سبزواری (در حکمت و فلسفه)
- میرزای شیرازی (در فقه و اصول)
- شیخ مرتضی انصاری
- ملا حسین خویی (در حکمت و فلسفه)

## فرزندان
نسل آخوند خراسانی به علت انتساب به کتاب کفایه الاصول وی اغلب به کِفایی معروف می‌باشند. از مشاهیر خاندان وی می‌توان به افراد ذیل اشاره داشت:
- میرزا مهدی خراسانی (فرزند)
- میرزا محمد آقازاده خراسانی (فرزند)
- میرزا احمد کفایی [۲۱] (فرزند)
- زهرا کفائی (فرزند)
- حسین کفائی (فرزند) درگذشته به سال ۱۳۵۶ش از شاگردان نایینی
- حسن کفائی (فرزند) سناتور مجلس[۲۲]
- ‌جعفر کفائی  (نوه) فرزند میرزا احمد کفایی، نماینده مجلس شورای ملی
- حمید کفائی (نوه) فرزند میرزا احمد کفایی، نماینده مجلس شورای ملی [۲۳]
- عبدالرضا کفایی (نوه) فرزند میرزا احمد کفایی، روحانی [۲۱]

## شاگردان
آخوند خراسانی بیش از ۴۰ سال در مشهد، تهران، کربلا و نجف تدریس نموده‌است. وی هزاران شاگرد پرورش داده و صدها مجتهد نزد وی درس خوانده‌اند. شاگردان او را تا سه هزار تن گفته‌اند. برخی از شاگردان وی عبارتند از:
- محسن علاء المحدثین
- میرزا ابوالحسن مشکینی اردبیلی
- سیدابوالحسن اصفهانی
- محمدرضا تنکابنی
- میرزا حسین فقیه سبزواری
- عبدالکریم خوئینی زنجانی
- سید حسین میرپور طهرانی
- سیدحسن مدرس
- سید ابوالقاسم کاشانی
- سید حسین بروجردی
- سید عبدالهادی شیرازی
- سید حسین طباطبایی قمی[۲۴][۲۵]
- سید احمد خوانساری
- سید محمدتقی خوانساری
- سید هبه الدین شهرستانی
- سید محمد موسوی زنجانی
- سید محسن امین
- علی اصغر مازندرانی
- میرزا موسی فقیه سبزواری
- سید عبدالحسین شرف‌الدین عاملی
- آقابزرگ تهرانی
- سید علی بهبهانی
- اسماعیل آیت‌الله‌زاده رشتی
- آقا نجفی قوچانی
- محمدعلی شاه آبادی
- محمد عصار لواسانی
- آقا ضیاءالدین عراقی
- محمدحسین غروی اصفهانی
- محمد حسین اشنی،[۲۶]
- آقا نورالدین عراقی
- سیّدمحسن نبوی اشرفی[۲۷]
- میرزا احمدخان عمارلویی
- میرمحمد لطیف رضاتوفیقی [۲۸]
- محمدرضا غراوی
- ابوالمجد اصفهانی

## تالیفات
آخوند خراسانی تألیفات بسیاری داشت از جمله حاشیه‌ای بر مکاسب استادش شیخ انصاری، شرح و تعلیقه‌ای بر منظومهٔ دیگر استادش ملا هادی سبزواری، حاشیه بر اسفار صدرالمتالهین شیرازی که می‌گویند نسخه اش در آستان قدس رضوی وجود دارد، رسالهٔ دماء ثلاثه، چندین رسالهٔ فقهی و اخلاقی و عقیدتی، البته مهم‌ترین تألیفات او همانا کفایةالاصول است که اکنون در دوره‌های عالی حوزه تدریس می‌شود. صدها نفر از شاگردان آخوند تقریرات فقه و اصول ایشان را نوشته‌اند که بسیاری از آن‌ها هنوز موجود است.

## درگذشت
آخوند خراسانی هنگامی که برای مقابله با اولتیماتوم روس علما و مردم عراق را مهیای حرکت به سوی ایران کرده بود، در روز سه‌شنبه ۲۰ ذی‌حجه ۱۳۲۹ ه.ق (مطابق با ۲۰ آذر ۱۲۹۰ ه.خ) درگذشت. برخی مرگ وی را ناشی از مسمومیت توسط ایادی روسیه تزاری می‌دانند. مکان دفن وی در حرم علی بن ابی‌طالب است.

## انتشار تلگراف آخوند خراسانی در پی وقایع اردبیل

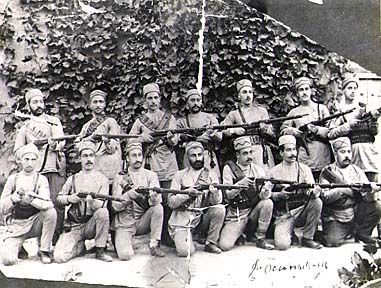
مبارزان مشروطه در تبریزگروه فوج نجات تبریز به رهبری باسکرویل. میدان مشق. از چپ به راست (ایستاده): م. معتمدالتجار، کریم اسکندانی، رضازاده شفق، حسن کوزه‌کنانی، عباسعلی حریری، رضا پاکنیا، زینال بالازاده(نشسته): کریم رفیعی، علی بیرنگ حریری، محمدعلی پاکنیا، احمد قزوینی، احمد بالازاده، علی پستخانه، ابراهیم قفقایچی

در پی انقلاب مشروطه در ایران و خبر این قتل به نقاط دوردست هم رسید و موجب اقداماتی برای جلوگیری از تکرار آن گردید. آخوند خراسانی که در آن دوره مرجع روحانیت شیعه در نجف بود و از مشروطیت و آزادی ایران به شدت حمایت می نمود از شنیدن این خبر ملول شد و تلگرافی به مهدی‌قلی هدایت ملقب به مخبرالسطنه والی آذربایجان فرستاد و این تلگراف در کتاب خاطرات و خطرات مخبرالسلطنه که در ۱۳۲۹ خورشیدی در تهران به چاپ رسیده نیز موجود است:
«بسم الله الرحمن الرحیم. انجمن محترم ایالتی. جناب مستطاب اجل اکرم افخم آقای مخبرالسلطنه حکمران آذربایجان دام اقباله و تاییده. انشالله تعالی ورود مسعود عالی بمقر ایالت بمبارکی و میمنت مزید تایید در قلع مبادی تفرق، و تکمیل موجبات اتحاد کلمه و اعمال عفو عمومی تمام طبقات ملی از همدیگر و اغماض از سرگذشت مقرون و بشارت استقرار امنیت و انتظامات کامله و قطع بهانه اجانب و حصول کمال اتفاق ملی و صفا  والفت فیمابین آقایان علما و سایر طبقات را به یمن مقدم و حسن نیت و کمال کفایت و درایت جنب مستطاب عالی عاجلا امیدوار ، و مخصوصا چون جمله از آشوب‌ طلبان فتنه‌جو،به اسم مجاهد اردبیل و غیره خودسرانه تعرضات و تحمیلات خطیره نموده حرکت آنها موجب بدنامی سرداران ملت و مخل انتظام مملکت و عدم آسایش مشروطیت و هرد شدن تمام زحمات است، لهذا مراقبت کامله عاجله در این باب مترقب و لازم است و کسانیکه خود را قشون ملت قلمداد می نمایند هر کدام از ابواب جمعی وزارت جنگ و ریاست و حکم صاحب منصبان نظامی خارج و معاش مقرر بدارند، از اصول مداخله و سلاح برداشتن در مملکت و اخافه ملت که موجب اندراج و در عنوان محارب است ممنوع شان فرموده آقایان علما و تجار اردبیل ، مثل جنابان آقایان حاج میرزا ابراهیم و حاجی میرزامحمد و غیرهم و سایر افراد ملت از تحمیلات خودسرانه آنها آسوده و مملکت را از افسادشان حفظ و ایادی غاصبانه شاهسونها را هم از املاک مسلمین رفع تعدیات‌ شان را جلوگیری خواهند فرمود. انشاالله. محمدکاظم خراسانی.تاریخ ۱۱ شوال ۱۳۲۷ »

## همایش‌های بزرگداشت
پیرامون آخوند خراسانی چند همایش و کنگره برپا شده‌است که از همه معروف تر همایش آذر ۱۳۹۰ در قم بود که ۱۳ جلد کتاب دربارهٔ آخوند خراسانی در این کنگره بین‌المللی با حضور مهمانان داخلی و خارجی رونمایی شد. از جمله میهمانان این همایش میرزا عبدالرضا کفایی نوه آخوند خراسانی و از جمله سخنرانان این کنگره دو روزه، عبدالله جوادی آملی بود. همچنین در دی ۱۳۹۴ در دانشگاه مفید قم با حضور افرادی چون علی لاریجانی همایش آخوند خراسانی برگزار شد که طی آن از چندین کتاب پیرامون او رونمایی به عمل آمد. در همین سال نیز اندیشه‌های فقهی «آخوند خراسانی» در لندن بررسی شد. در اردیبهشت ۱۳۹۶ نیز نشست تخصصی آخوند خراسانی و انقلاب مشروطه با حضور محمد فرزانه استاد دانشگاه شیکاگو و داریوش رحمانیان برگزار شد.
همایش دیگر به مناسبت رونمایی از کتاب «مکتب اجتهادی آخوند خراسانی» نوشته سید مصطفی محقق داماد در آبان ۱۳۹۷ در تهران بر پا شد. اکبر ثبوت که در همایش سده مشروطه در ۱۳۸۵ سخنرانی کرده بود و سپس به سبب نگارش کتابی در مورد اشکال کردن آخوند خراسانی بر تشکیل حکومت اسلامی توسط روحانیون، مورد انتقاد و بایکوت خبری توسط رسانه‌های انقلابی قرار گرفته بود از سخنرانان این همایش بود. چنان‌که داود فیرحی و غلامحسین ابراهیمی دینانی به بیان سخنانی پیرامون آخوند خراسانی پرداختند.